# Гано Иванов
Гано Георгиев Иванов е български офицер, генерал-майор, началник на НШЗО „Христо Ботев“ (1981 – 1985).

## Биография
Роден е на 18 ноември 1926 г. в белослатинското село Бъркачево. По време на Втората световна война е ятак на партизани и лежи в затвора. Бил е командир на петдесет и пети танков полк, началник-щаб на двадесет и четвърта танкова бригада. В периода 1981 – 1985 г. е началник на Народната школа за запасни офицери „Христо Ботев“. От 1985 г. е военно аташе на България в Унгария. Умира през 2001 г. в София.